# Lucien Rottiers
Lucien Rottiers (21 december 1948) is een voormalige Belgische atleet, die zich had toegelegd op de lange afstand. Hij won in 1982 de marathon van Eindhoven en liep meermaals onder de 2:20 op de marathon.

## Biografie
In 1982 won Lucien Rottiers een van de eerste edities van de marathon van Eindhoven. In 1986 beëindigde hij de Westland Marathon in een recordtijd van 2:16.24.
Rottiers was gedurende zijn hele carrière aangesloten bij AC Lebbeke.

## Persoonlijk record
| Onderdeel | Prestatie | Datum         | Plaats    |
| --------- | --------- | ------------- | --------- |
| marathon  | 2:16.24   | 12 april 1986 | Maassluis |

## Palmares

### marathon
- 1982:  marathon van Eindhoven - 2:16.27
- 1983: 5e Westland Marathon - 2:17.22
- 1984: 13e Westland Marathon - 2:16.41
- 1984:  marathon Brabant - 2:18.25
- 1984:  marathon van Zwolle - 2:21.56
- 1985: 6e marathon van Amsterdam - 2:24.05
- 1985: 12e marathon van Berlijn - 2:16.56
- 1985: 5e BK Marathon - 2:19.16
- 1986: 7e Westland Marathon - 2:16.24
- 1986:  marathon van Luxemburg - 2:22.38